# Линтай
Линта́й (кит. упр. 灵台, пиньинь Língtái) — уезд городского округа Пинлян провинции Ганьсу (КНР). Название уезда означает «живое возвышение» и связано с историей о том, как чжоуский Вэнь-ван разгромил находившееся в этих местах государство Ми (密国).

## История
Во времена империи Цинь эти земли входили в состав уездов Чуньгу (鹑觚县) и Иньми (阴密县). При империи Восточная Хань был создан ещё и уезд Саньшуй (三水县).
При империи Суй в 605 году из уезда Чуньгу был выделен уезд Линтай; западная часть современной территории уезда оказалась в составе уезда Лянъюань (良原县). В 606 году уезды Линтай и Иньми были присоединены к уезду Чуньгу.
После основания в 618 году империи Тан уезд Линтай был вновь выделен из уезда Чуньгу. В 627 году уезд был расформирован опять, но в 742 году был создан вновь.
После монгольского завоевания уезд Линтай был в 1271 году присоединён к уезду Цзинчуань, но в 1281 году был воссоздан, и при этом к нему был присоединён уезд Лянъюань.
В 1949 году был создан Подрайон Пинлян (平凉分区), и уезд вошёл в его состав. В апреле 1951 года Подрайон Пинлян был переименован в Район Пинлян (平凉区). В 1955 году Район Пинлян был переименован в Специальный район Пинлян (平凉专区). В декабре 1958 года уезд Линтай был присоединён к уезду Цзинчуань.
В декабре 1961 году уезд Линтай был создан вновь. В октябре 1969 года Специальный район Пинлян был переименован в Округ Пинлян (平凉地区).
2 июня 2002 года постановлением Госсовета КНР округ Пинлян был преобразован в городской округ Пинлян.

## Административное деление
Уезд делится на 7 посёлков и 6 волостей.